# Platydoris angustipes
Platydoris angustipes är en snäckart som först beskrevs av Morch 1863.  Platydoris angustipes ingår i släktet Platydoris och familjen Platydorididae. Inga underarter finns listade i Catalogue of Life.